# Ricania trifasciata
Ricania trifasciata är en insektsart som beskrevs av Matsumura 1900. Ricania trifasciata ingår i släktet Ricania och familjen Ricaniidae. Inga underarter finns listade i Catalogue of Life.